# Платонова, Олеся Владимировна
Олеся Владимировна Платонова (род. 13 марта 2001, Москва, Россия) — российская синхронистка. Трёхкратная чемпионка Европы среди юниоров, чемпионка Европы в смешанном дуэте, серебряная призёрка чемпионата мира 2025 года, многократная чемпионка чемпионата России. Мастер спорта России международного класса по синхронному плаванию.

## Биография
Родилась 13 марта 2001 года в Москве. Выросла в семье спортсменов. Мать — профессиональная пловчиха, имеет спортивное звание «Мастер спорта» СССР или России по плаванию. Бабушка — прыгунья в воду — также имеет спортивное звание «Мастер спорта» СССР или России.
В 2024 году окончила РУС по программе бакалавриата (направление подготовки — физическая культура).

## Спортивная карьера
С 2020 года в паре с Мальцевым выступает в микст-дуэтах.
В ноябре 2020 года на чемпионате России в Казани победила в соревнованиях микст-дуэтов с технической программой.
В мае 2021 года на чемпионате Европы по водным видам спорта, который проходил в Будапеште, Платонова и Мальцев выиграли произвольную программу.
На Играх стран БРИКС 2024 в Казани выиграла золотую медаль.
На чемпионате мира по водным видам спорта 2025 года в Сингапуре завоевала серебряную медаль в произвольной программе смешанных дуэтов.
Действующими тренерами Платоновой Олеси являются: Максимова Гана Владимировна и Апанасенко Татьяна Юрьевна.

## Звания и награды
- Мастер спорта России международного класса по синхронному плаванию (2021)[4].